# Alessandro Tresin
Alessandro Tresin (San Pietro Viminario, Vèneto, 17 de juny de 1970) va ser un ciclista italià especialista en pista. Va guanyar una medalla de bronze als Campionats del món en mig fons.